# Andrija Mrzlečki
Andrija Mrzlečki (Lužani Zagorski, 8. studenoga 1910. − Varaždin, 19. prosinca 2000.), ugledan sindikalist HRS-a,
i pisac knjige "Andrija Mrzlečki - Uspomene na 50-godišnjicu Hrvatskog radničkog saveza". HRS bila je sindikalna organizacija Hrvatske seljačke stranke.

## Životopis
Rođen je godine 1910. u Lužanima Zagorskim, općina Jesenje.
U Hrvatskom je radničkom savezu bio među najuglednijim članovima u domovini i u emigraciji (1959. – 1989.). U Njemačkoj, u emigraciji, iznova je osnovao Hrvatski radnički savez (1970.). Godine 1971. objavio je knjigu "Andrija Mrzlečki - Uspomene na 50. godišnjicu Hrvatskog radničkog saveza ", Kempten, 1971./1972., naklada Udruženje hrvatskih radnika Europe (UHRE). 
Knjiga Mrzlečkog jedinstvena je, i vrijedno svjedočanstvo vremena i događaja. Među inima, spominje nadbiskupa Alojzija Stepinca.
Zbog istine o povijesti Hrvatskog radničkog pokreta zapisi Mrzlečkog osobito su važni, jer govore o sindikalnoj borbi hrvatskih radnika za nacionalnu slobodu i izgradnju pravednijeg socijalnog sustava. Zapisi su svjedočanstva iz prve ruke: razbijaju krive predodžbe o neistinitom prikazu povijesti borbe hrvatskih radnika za svoja prava. Povijesna znanost, socijalna i politička literatura iz doba socijalističke Jugoslavije prešućivala je rad Mrzlečkog, i iskrivljavala je sliku o borbi za radnička prava. Zbog toga se u hrvatskom društvu kao posljedica jugokomunističke indoktrinacije i cenzure stvorilo potpuno krivo mišljenje: jugokomunisti su borbu za radnička i sindikalna prava, te pravedniju socijalnu državu, prisvajali isključivo sebi. Sve su vezivali gotovo isključivo za ljevičarske pokrete, nadasve komunistički. Mrzlečki i njegov Hrvatski radnički savez doprinijeli su borbi za nacionalnu slobodu, društvenu pravdu, radnička i socijalna prava i pravednu socijalnu državu, kao i ugledni hrvatski rodoljubi i osvjedočeni katolički vjernici. 
Iako Hrvatski radnički savez nije bio politička organizacija, nego sindikalna, većinu njegovih članova tvorili su pravaši. A, preko njih imao je uza se domoljubnu hrvatsku inteligenciju, koja je unatoč svog siromaštva bila vrlo odlučna. Uspjehe su postigli jer su politički ljudi i radnici shvatili važnost udruženog djelovanja. U te istaknute domoljube koji su djelovali u tim teškim trenutcima hrvatske povijesti Mrzlečki nabraja Vladimira Cicka, Ivan Mertza (Banja Luka, 16. prosinca 1896., - Zagreb, 10. svibnja 1928.), Feliksa Niedzielskog (Banja Luka, 26. lipnja 1912.,- Banja Luka, 20. srpnja 1947.), Ivana Oršanića (Županja, 2. srpnja 1904. - Buenos Aires, 7. prosinca 1968.), Ivana Protulipca (Karlovac, 4. lipnja 1899. - Trst, 31. siječnja 1946.), nadbiskupa Alojzija Stepinca (Krašić, 8. svibnja 1898.- Krašić, 10. veljače 1960.), i drugi. Nadodaje da bi se na taj popis moglo uvrstiti mnoštvo drugih, zaslužnih, ali javnosti nepoznatih i nepriznatih radnika.
Umro je godine 2000. u Varaždinu.